# Caracal·la
Caracal·la (llatí: Caracalla), conegut formalment com a Marc Aureli Antoní (llatí: Marcus Aurelius Antoninus) (Lugdúnum, Gàl·lia Celta, Imperi Romà, 4 d'abril de 188 - Haran, Imperi Romà, 8 d'abril de 217) fou emperador romà entre el 198 i la seva mort el 217.

## Joventut
Caracal·la era fill del que seria emperador Septimí Sever i de Júlia Domna. El seu nom de naixement era Luci Septimi Bassià (llatí: Lucius Septimius Bassianus), que els seus pares van canviar pel de Marc Aureli Antoní a l'edat de set anys, per fer més sòlida la connexió de la seva família amb la de Marc Aureli. Més endavant va rebre el malnom de Caracal·la.
Sever, que havia pujat al tron el 193, va morir el 211 mentre visitava Eboràcum (actual York) i Caracal·la va ser proclamat coemperador amb el seu germà Publi Septimi Antoní Geta. Caracal·la, però, tenia l'ambició de ser l'únic emperador. Amb aquesta intenció va manar que assassinessin a Geta i al seu padrastre Gai Fulvi Plautià, junt amb la seva esposa Fúlvia Plautil·la, i va ordenar que s'apliqués la damnatio memoriae sobre el nom del seu germà. Quan la població d'Alexandria va sentir la versió de Caracal·la, segons la qual havia assassinat Geta en la seva pròpia defensa, en varen fer una sàtira que va encendre la ira de l'emperador. Segons la versió de Cassi Dió el 215, va manar assassinar 20.000 persones a la ciutat, per exemple a Euprepes, el millor conductor de carros de carreres del seu temps, a més de deixar que l'exèrcit saquegés la ciutat durant dies.

## Regnat com a emperador
Durant el seu regne com a emperador, Caracal·la va apujar la paga dels legionaris a 675 denaris i va beneficiar molt l'exèrcit, seguint el consell del seu pare Septimi Sever de tenir sempre content l'estament militar i d'ignorar la resta.
Hi ha tres fets a destacar del seu regnat: l'edicte del 212 (Constitutio Antoniana) garantia la ciutadania romana a tots els habitants lliures de l'Imperi Romà per tal de poder pujar els ingressos fiscals i per reforçar la unitat de l'imperi, baixar el contingut d'argent de les monedes romanes en un 25% per tal de pagar les legions, i la construcció d'unes grans termes fora de Roma, les restes de les quals (conegudes amb el nom de Banys de Caracal·la), encara es poden veure.
Caracal·la va reeixir en establir-se com a dictador militar amb tots els atributs d'un regnat poc favorable per a la majoria de la població i, per tant, va ser un emperador molt impopular excepte entre els soldats. Mentre viatjava cap a Edessa per començar la guerra amb els parts, Juli Marcial, un oficial de la Guàrdia Pretoriana, el va assassinar mentre orinava en un camí prop d'Haran el 8 d'abril del 217. Herodià diu que el motiu era la revenja per l'assassinat del seu germà per ordre de Caracal·la, mentre que Cassi Dió diu que Marcial estava ressentit amb l'emperador per no haver-lo ascendit a centurió. Caracal·la va ser succeït pel prefecte de la guàrdia pretoriana, Macrí, qui se suposa que va conspirar per assassinar-lo.

## Origen del nom
El cognomen Caracal·la fa referència a una mena de capa oriental proveïda de caputxa que l'emperador, d'origen sirià per part de la mare, acostumava a portar durant el seu regnat. La paraula aramea kərākā té el significat d'un mantell ample de màniga curta que avui en dia encara es fa servir en països àrabs, i que duu el nom de karaka(t).